# Dacrycarpus imbricatus
Espèce
Statut de conservation UICN

 LC  : Préoccupation mineure
Dacrycarpus imbricatus  est une espèce de plantes de la famille des Podocarpaceae. C'est un conifère originaire d'Asie du Sud-Est.

## Synonymes
- Podocarpus cupressinus R. Br. ex Mirb.
- Podocarpus imbricatus Blume

## Description
C'est un arbre atteignant 50 mètres de hauteur, avec un tronc ayant jusqu'à 2 mètres de diamètre.

## Répartition
Dispersé dans les forêts primaires et secondaires des régions montagneuses depuis la Birmanie, la Chine (Guangdong, Guangxi, Hainan,Yunnan), Malaisie, Indonésie, jusqu'au sud des Philippines et le nord de la Nouvelle-Guinée.